# Frits Lugt

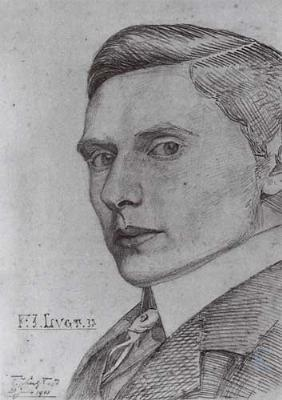
Selbstporträt 1901

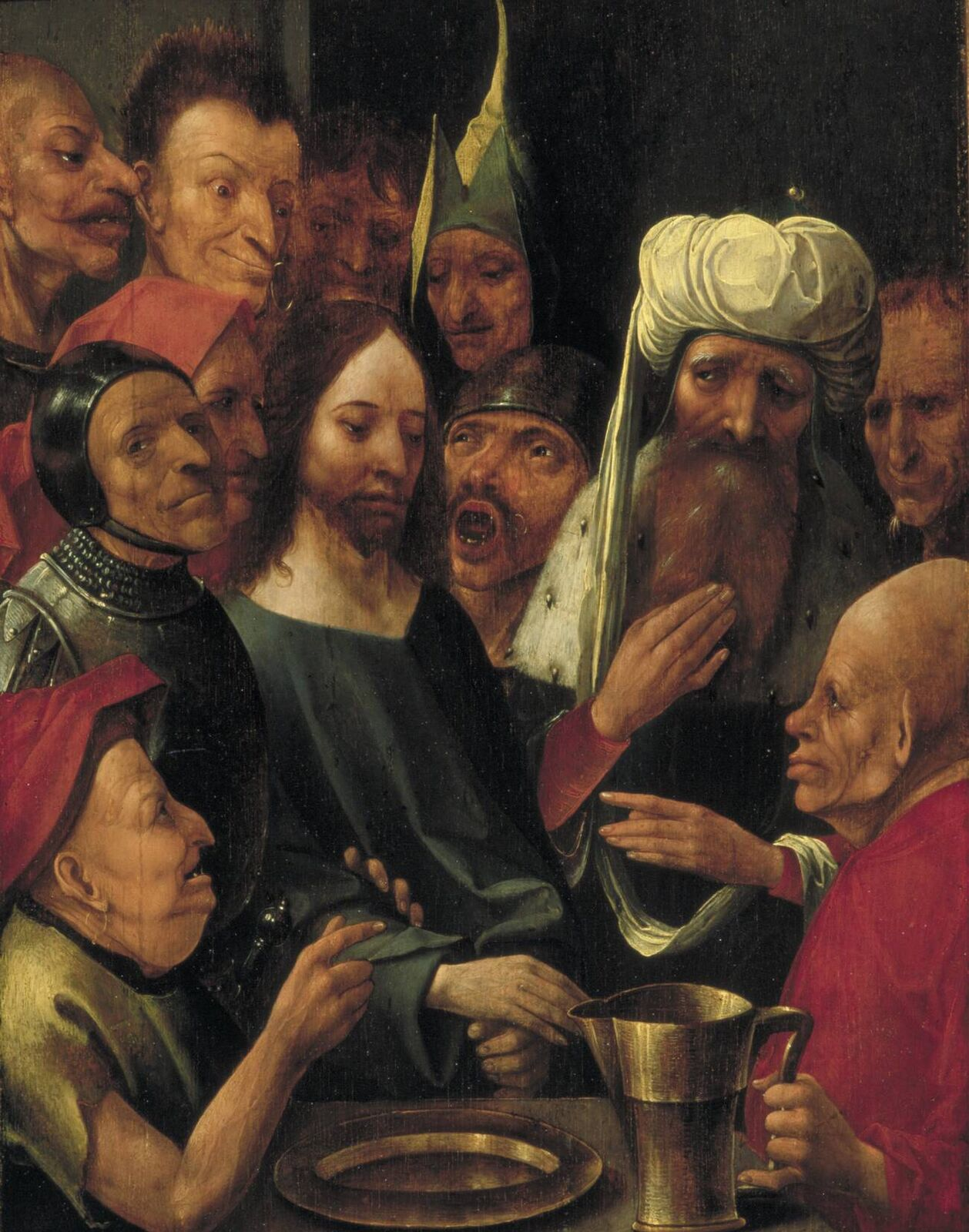
Das Bild aus dem Umkreis von Bosch war von 1925 bis 1927 im Besitz von Frits Lugt. Es ist heute im Noordbrabants Museum in ’s-Hertogenbosch ausgestellt.

Frits Lugt, eigentlich Frederik Johannes Lugt (* 4. Mai 1884 in Amsterdam; † 15. Juli 1970 in Paris) war ein niederländischer Kunsthistoriker und Kunstsammler.

## Leben
Lugt arbeitete von 1901 bis 1915 bei dem Amsterdamer Kunstauktionshaus Frederik Muller. Er heiratete 1910 Jacoba Klever (1888–1969), mit der er in Maartensdijk in der Provinz Utrecht wohnte und fünf Kinder hatte. In den Zwanziger Jahren bekam er den Auftrag, die Zeichnungen und Drucke der Pariser Museen und Bibliotheken zu katalogisieren. Jacoba Lugt trat 1935 ein beträchtliches Erbe an, das es beiden ermöglichte, auch als Kunstsammler aufzutreten. Aufgrund ihres mennonitischen Glaubens mussten sie nach der deutschen Besetzung der Niederlande über die Schweiz in die USA fliehen, wo er am Oberlin College arbeiten konnte. Der in den Niederlanden verbliebene Teil ihrer Sammlung wurde von der Dienststelle Mühlmann geraubt. Nach dem Krieg ließen sie sich in Paris nieder, gründeten 1947 die Stiftung „Fondation Custodia“ und halfen 1957 das „Institut Néerlandais“ in Paris zu gründen.
Sein Hauptwerk Les Marques des Collections des Dessins et d'Estampes wurde seit 1921 mehrmals überarbeitet sowie ergänzt und ist das Standardwerk über die Eigentumsvermerke an künstlerischen Drucken und Papierarbeiten. Die „Frits Lugt Collection“ im Hôtel Turgot in Paris ist eine Forschungseinrichtung, die über eine große Sammlung von Zeichnungen (7000), Drucken (30000), Gemälden (220), Künstlerbriefen (40000) sowie Büchern verfügt.
Seit 1957 war er korrespondierendes Mitglied der Königlich Niederländischen Akademie der Wissenschaften.

## Veröffentlichungen (Auswahl)
- Rembrandt. Een biografie door/Une biographie par/A Biography. 1899
- Wandelingen met Rembrandt in en om Amsterdam. Amsterdam 1913 (Volltext).
  - deutsch: Mit Rembrandt in Amsterdam, B. Cassirer, Berlin 1920
- Le Portrait-Miniature, P. N. van Kampen & Fils, Amsterdam 1917
- Les Marques de collections de dessins & d'estampes, Vereenigde Drukkerijen, Amsterdam 1921
  - Supplement: Les marques de collections de dessins & d'estampes; marques estampillées et écrites de collections particulières et publiques. Marques de marchands, de monteurs et d'imprimeurs. Cachets de vente d'artistes décédés. Marques de graveurs apposées après le tirage des planches. Timbres d'édition. Etc., M. Nijhoff, La Haye 1956
- Répertoire des catalogues de ventes publiques. 4 Bände, 1938–1987.